# 曺圭卨
曺 圭卨（チョ・ギュソル、朝鮮語: 조규설/曺圭卨、1911年または1912年3月20日 - 没年不詳）は、大韓民国の実業家、政治家。第2代韓国国会議員。
曺 奎卨（読み、ハングル同じ）とも表記される。

## 経歴
日本統治時代の慶尚北道永川郡（現・永川市）出身。普成専門学校、文化学院卒。米洲同志会、春秋雑誌社連絡員、馮玉祥軍参謀部文化科員（陸軍中尉）、高麗窯業株式会社社長、朝鮮窯業協会副会長、大韓食糧公司理事長、大韓食糧営団副理事長を務めた。
1950年5月の第2代総選挙で慶北永川から出馬し当選した。朝鮮戦争当時、北朝鮮に拉致され、以後同地で1956年に在北平和統一促進協議会中央委員を務め、同年10月、病気により療養施設に収容されていたとされる。その後消息不明。